# Улебю
Улебю (швед. Oleby) — тарторт у дистрикті Фріксанде, комуна Турсбю, лен Вермланд, ландскап Вермланд, Швеція.

## Географія
Улебю розташоване за 1,7 км на схід від адміністративного центру муніципалітету міста Торсбі, на північному сході озера Фрикен.
В Улебю є невеликий тематичний парк про промислову революцію в регіоні з кінця 19-го століття, гольф-клуб, школа та залізнична станція.

## Клімат
В Улебю бореальний клімат.
| Кліматограма Улебю                                                   | Кліматограма Улебю | Кліматограма Улебю | Кліматограма Улебю | Кліматограма Улебю | Кліматограма Улебю | Кліматограма Улебю | Кліматограма Улебю | Кліматограма Улебю | Кліматограма Улебю | Кліматограма Улебю | Кліматограма Улебю |
| -------------------------------------------------------------------- | ------------------ | ------------------ | ------------------ | ------------------ | ------------------ | ------------------ | ------------------ | ------------------ | ------------------ | ------------------ | ------------------ |
| С                                                                    | Л                  | Б                  | К                  | Т                  | Ч                  | Л                  | С                  | В                  | Ж                  | Л                  | Г                  |
| 0 −9 −11                                                             | 0 −6 −10           | 0 −2 −6            | 0 8 −1             | 0 12 5             | 0 17 10            | 0 18 11            | 0 17 11            | 0 13 6             | 0 6 0              | 0 −1 −6            | 0 −8 −9            |
| Середня макс. і мін. температури повітря (°C) Атмосферні опади (мм), |                    |                    |                    |                    |                    |                    |                    |                    |                    |                    |                    |

## Населення
Станом на 2018 рік населення Улебю становило 359 мешканців.